# Джузепе Биава
Джузепе Биава (на италиански: Giuseppe Biava) е бивш италиански професионален футболист, който играе за Дженоа. Той играе на поста централен защитник. Висок е 180 сантиметра и тежи 73 килограма. Биава започва кариерата си като юноша на Аталанта. След това бранителят преминава последователно през тимовете на Албинезе, Албинолефе, Биелезе (под наем).
През зимния трансферен прозорец на сезон 2003/2004 Биава приема офертата на сицилианския Палермо и се превръща в неизменен титуляр за новия си отбор. В края на същия шампионат Палермо си осигурява промоция в Серия А за първи път от 30 години. Дебюта си в най-висшия ешелон на италианския футбол Джузепе прави на 12 септември 2004 година в срещата Палермо-Сиена (1:0). За островитяните защитникът изиграва 112 мача за първенство, в които бележи и 5 попадения.
През лятото на 2008 година Биава е продаден на Дженоа. Договорът на футболиста с новия му тим е до края на сезон 2009/2010.